# Józef Tymiński
Józef Tymiński (ur. 23 lipca 1894, na Kresach, zm. 18 października 1945 w Budapeszcie) – polski prawnik i urzędnik państwowy II Rzeczypospolitej. Wojewoda krakowski.

## Życiorys
W II Rzeczypospolitej prokurator Sądu Okręgowego w Samborze i Przemyślu. Politycznie związany z sanacyjnym Obozem Zjednoczenia Narodowego marszałka Edwarda Rydza-Śmigłego. Od 9 września 1937 do 17 września 1939 wojewoda krakowski.
29 maja 1938 uczestniczył we wręczeniu sztandaru 6 Pułku Artylerii Lekkiej.
1 września 1939 r., tuż po godzinie 4 nad ranem, Józef Tymiński jako pierwszy poinformował premiera Składkowskiego o agresji niemieckiej przeciwko Polsce, w tym o bombardowaniu dworca kolejowego w Krakowie. 3 września nakazał częściową ewakuację z Krakowa władz, urzędów i niektórych instytucji.
Po agresji ZSRR na Polskę 17 września 1939 przekroczył granicę polsko-węgierską. Do końca wojny internowany na Węgrzech.